# Johann Sebastian Schäfer
Johann Sebastian Schäfer (* 7. Juni 1827 in Oberbimbach im Landkreis Fulda; † 15. November 1889 ebenda) war ein deutscher Landwirt, Bürgermeister und Mitglied des kurhessischen Kommunallandtages des preußischen Regierungsbezirks Kassel.

## Leben
Johann Sebastian Schäfer war ein Sohn des Landwirts Johann  Georg Schäfer und dessen Ehefrau Maria Margaretha Ebert.
Er übernahm von seinem Vater die Landwirtschaft, bekleidete in seinem Heimatort Oberbimbach vom 23. September 1861 bis zum August 1889 das Amt des Bürgermeisters und
wurde am 30. September 1871 als Nachfolger des verstorbenen Abgeordneten Johann Adam Erb in das Parlament gewählt, wo er nach seiner Wiederwahl am 24. Dezember 1874 und im Oktober 1880 bis 1885 als Abgeordneter tätig war.